# Konger FC
Konger FC是一支由在英國的香港移民成立的足球隊，於2023年註冊為英格蘭足球總會旗下的球會。

## 背景
起初數名移民英國的香港人為組織球隊報名參加英國本地七人聯賽，於是在網上號召其他香港新移民加入，因反應熱烈，遂於2021年時成立Konger FC。2023年8月，球隊成功註冊為英格蘭足球總會旗下的球會，並被編入曼徹斯特周六早晨聯賽（Manchester Saturday Morning Football League），與其餘15支球隊競逐升班資格。球隊以曼徹斯特為基地，並不定期到訪英國其他城市與其他移英港人的球隊比賽。